# شهرستان چونگیی
شهرستان چونگیی (به لاتین: Chongyi County) یک شهرستان جمهوری خلق در چین است که در گانژوو واقع شده‌است. شهرستان چونگیی ۲٬۲۰۶٫۲۷ کیلومتر مربع مساحت و ۲۰۰٬۰۰۰ نفر جمعیت دارد.